# Hypokalcemi
Hypokalcemi är ett medicinsk tillstånd av för låg kalciumhalt (<1,15 mmol/l) i blodet.
Hypokalcemi är ett tillstånd sekundärt till hypoparathyreoidism, vitamin-D brist, njurinsufficiens, leversvikt, kirurgiskt borttagande av paratyroidea, PTH-receptor-defekt samt fosfatintoxikation.

## Symptom och klinisk bild
Ger stickningar och myrkrypningar i kroppen samt tetani, ett krampbenäget tillstånd. Centrala nervsystemet påverkas och hypokalcemiska individer är ofta lätt agiterade och förvirrade.
Man kan se EKG-förändringar.
Kan påvisas kliniskt med Chvosteks tecken (ryckningar i ansiktsmuskulaturen när man slår lätt med fingrarna framför örat) och Trousseaus test (kramp i handen då en blodtrycksmanschett pumpas upp och lämnas i ett par min).